# Hermann Lichtenberger
Hermann Lichtenberger (* 25. Mai 1943 in Neu-Werbaß, Batschka, damals Ungarn) ist ein evangelischer Theologe, der als einer der bekannteren deutschen Neutestamentler gilt und 1993 bis 2014 an der Evangelisch-Theologischen Fakultät der Universität Tübingen lehrte.

## Leben
Lichtenberger studierte 1964 bis 1970 Evangelische Theologie und Semitische Sprachen an der Universität Erlangen und der Universität Heidelberg.
1966 bis 1970 arbeitete er als studentische Hilfskraft an der Qumranforschungsstelle in Heidelberg, 1970 bis 1973 war er dort wissenschaftlicher Angestellter. Von 1973 bis 1977 war er in der gleichen Funktion an der Qumranforschungsstelle in Marburg. Er wurde 1974 in Marburg promoviert mit einer Arbeit zum Thema Studien zum Menschenbild in Texten der Qumrangemeinde. 1977 bis 1986 war er wissenschaftlicher Assistent des Neutestamentlers Martin Hengel und stellvertretender Direktor am Institut für antikes Judentum und hellenistische Religionsgeschichte der Universität Tübingen. Seine Habilitation erfolgte 1986 an der Universität Tübingen unter dem Titel Studien zur paulinischen Anthropologie in Römer 7.
Von 1986 bis 1988 hatte er eine Vertretung inne und lehrte Biblische Theologie in Bayreuth. Er war von 1988 bis 1993 Professor für Judaistik und Neues Testament an der Westfälischen Wilhelms-Universität in Münster und Direktor des Institutum Judaicum Delitzschianum. Von 1993 bis zum Wintersemester 2011/2012 war er Professor für Neues Testament und Antikes Judentum an der Evangelisch-Theologischen Fakultät der Universität Tübingen und Leiter des Instituts für Antikes Judentum und Hellenistische Religionsgeschichte. Er war Herausgeber des hebräischen Textes, der englischen Übersetzung und Kommentierung der Hodayot (deutsch: Loblieder) aus Qumran der Höhlen 1 und 4; und er arbeitete an der GRK 354 mit: The Bible – Its Development and Reception (deutsch: Die Bibel – Entwicklung und Wirkung).

## Privates
Lichtenberger ist seit 1968 verheiratet und hat zwei Kinder.

## Schriften (Auswahl)
- Studien zum Menschenbild in Texten der Qumrangemeinde (= Studien zur Umwelt des Neuen Testaments, Band 15). Vandenhoeck & Ruprecht, Göttingen 1980, ISBN 3-525-53367-5 (= Dissertation Marburg 1975).
- Das Ich Adams und das Ich der Menschheit, Studien zum Menschenbild in Römer 7 (= Wissenschaftliche Untersuchungen zum Neuen Testament, Band 164). Mohr/Siebeck, Tübingen 2004, ISBN 3-16-148276-X (= teilw. Habilitationsschrift Universität Tübingen 1986).
- Die Apokalypse (= Theologischer Kommentar zum Neuen Testament, Band 23). Kohlhammer, Stuttgart 2014, ISBN 978-3-17-016828-2.

Festschrift
- Ulrike Mittmann-Richert (Hrsg.): Der Mensch vor Gott. Forschungen zum Menschenbild in Bibel, antikem Judentum und Koran ; Festschrift für Hermann Lichtenberger zum 60. Geburtstag. Neukirchener Verlag, Neukirchen-Vluyn 2003, ISBN 3-7887-2000-X.
- Festschrift für Walter Klaiber zum 65. Geburtstag, emk Studien 7, Stuttgart 2005, S. 9–14.